# Casa Abbāsi
La Casa Abbasi (Persiano: خانهٔ عباسی‌ها Khāneh-ye 'Abbāsihā) è una grande residenza storica tradizionale sita a Kashan, nella Regione di Isfahan, Iran.
Venne costruita durante la fine del XVIII secolo, da un facoltoso commerciante di vetro. La casa è un bellissimo esempio di architettura residenziale di Kashan ed è composto da ben sei edifici su più livelli.
La casa Abbasi ha sei cortili che danno un senso di spazio dato che si ampliano man mano che si sale di livello, fino al cortile sulla sommità. Le dimensioni dello stabile soddisfa le esigenze di diverse famiglie. Una delle camere ha un soffitto realizzato con pezzi di specchio in modo da dare l'impressione di un cielo stellato tramite lo scintillio notturno delle candele. I passaggi segreti sono stati anche costruiti in casa, forse progettato una fuga in tempi di invasione e emergenze.
La casa è ora un museo, ed è protetto dall'organizzazione culturale iraniana. Altre case di rilievo, come la casa Tabatabaei, si trovano nelle vicinanze.

## Galleria d'immagini

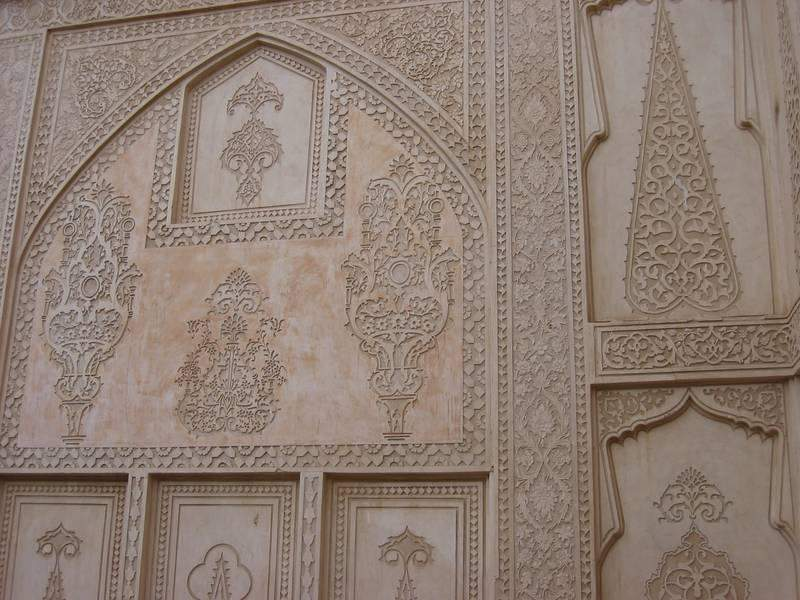
Particolare degli intagli di una parete.
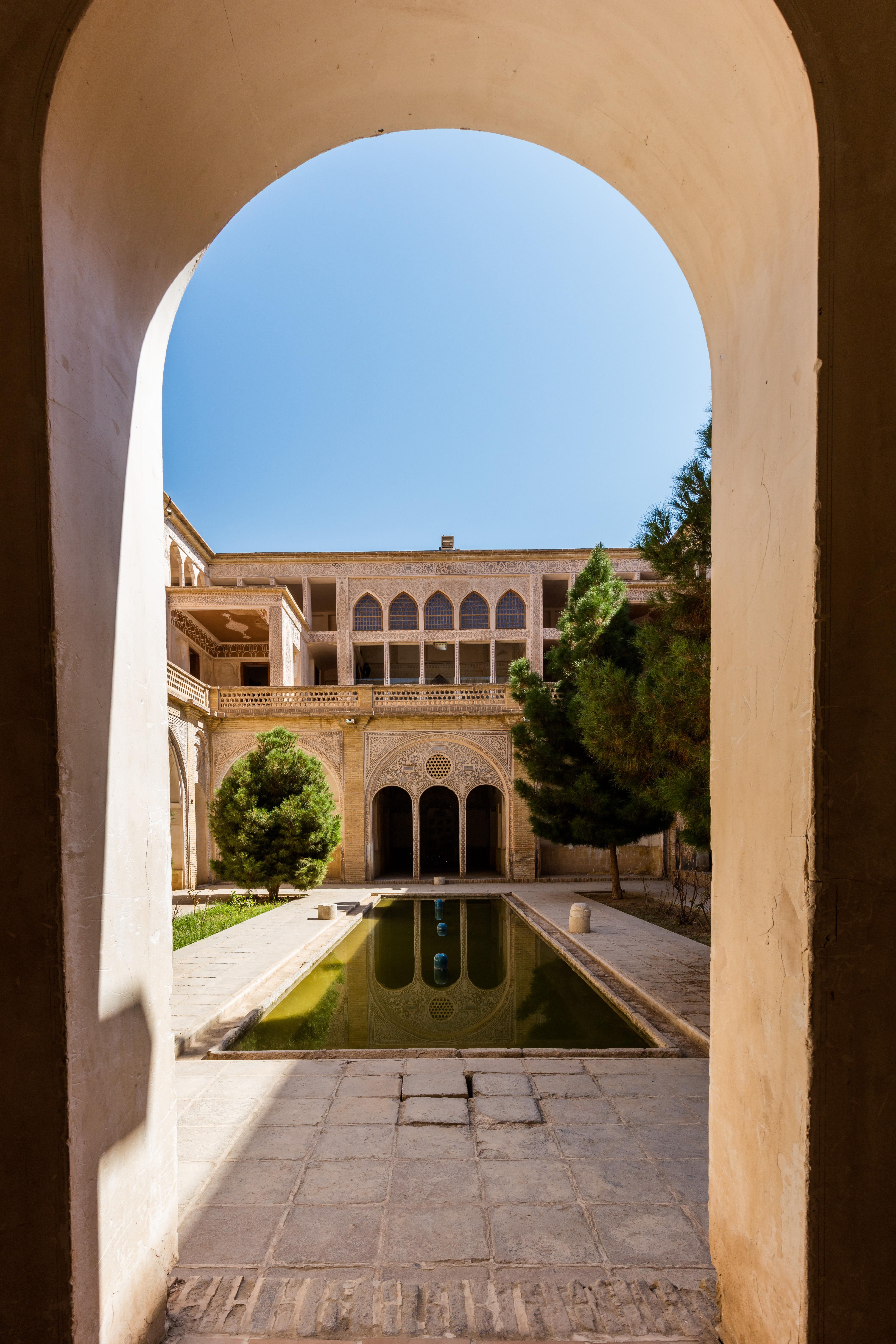
Vista dall'interno in uno dei numerosi cortili della Casa.
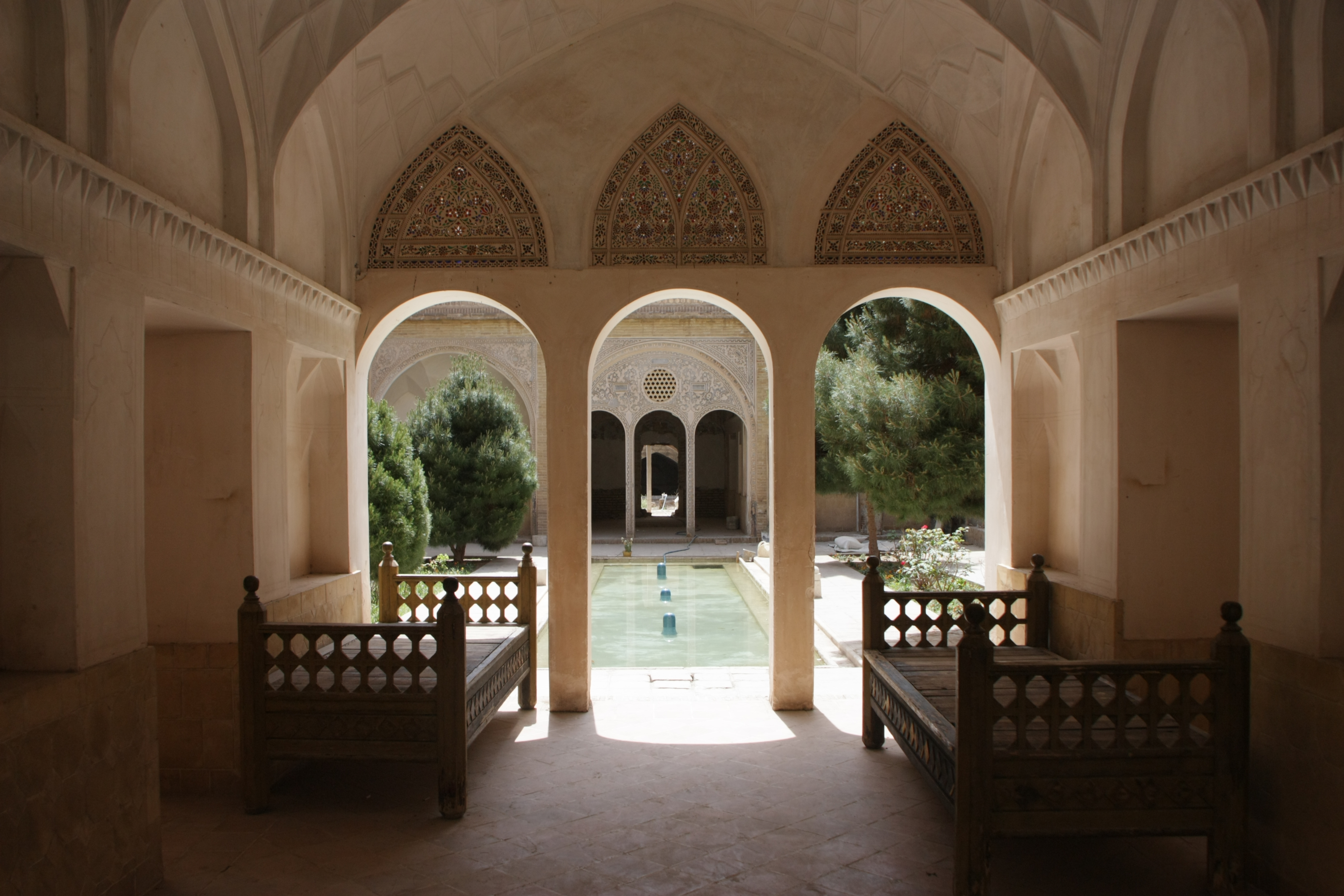
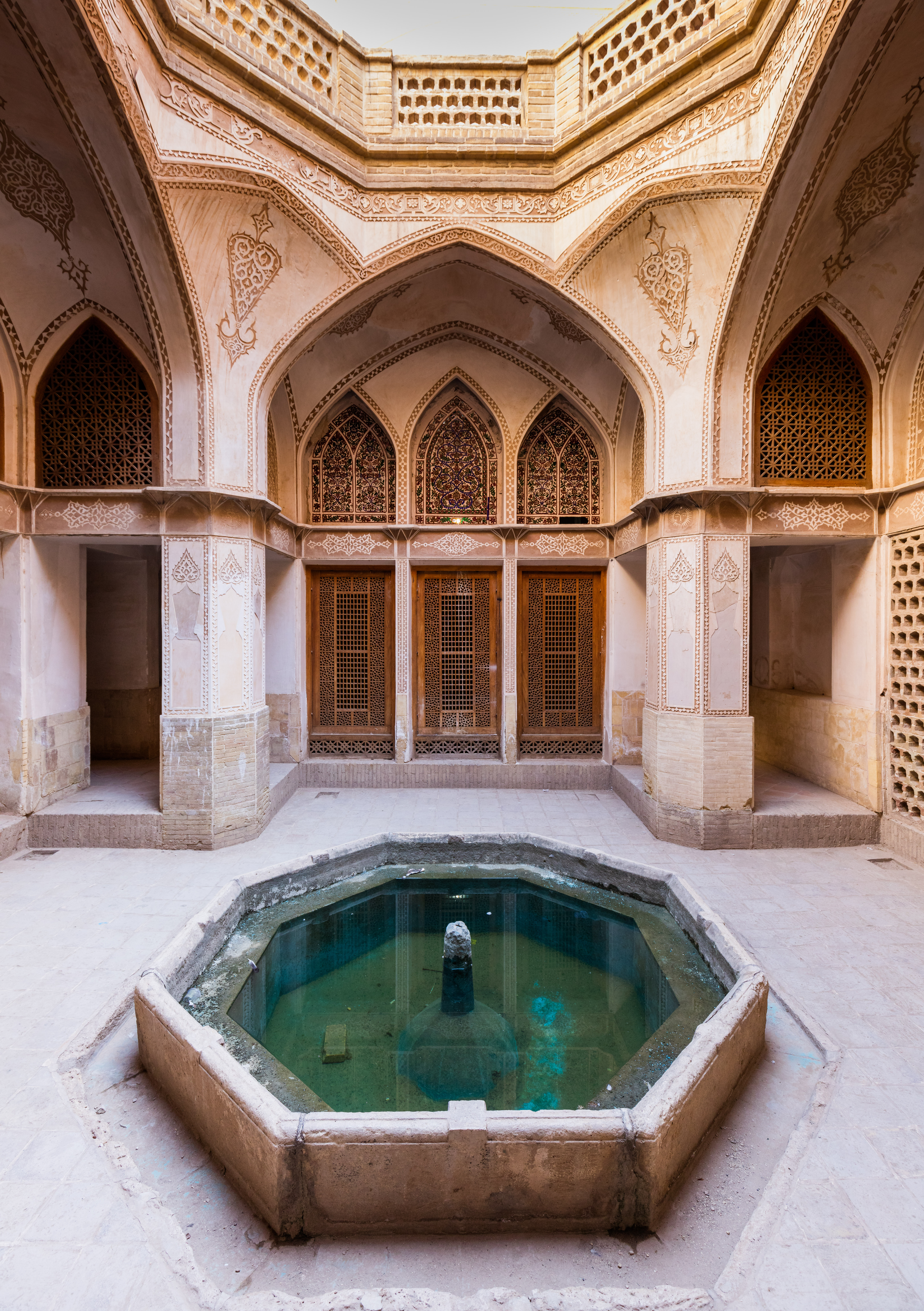
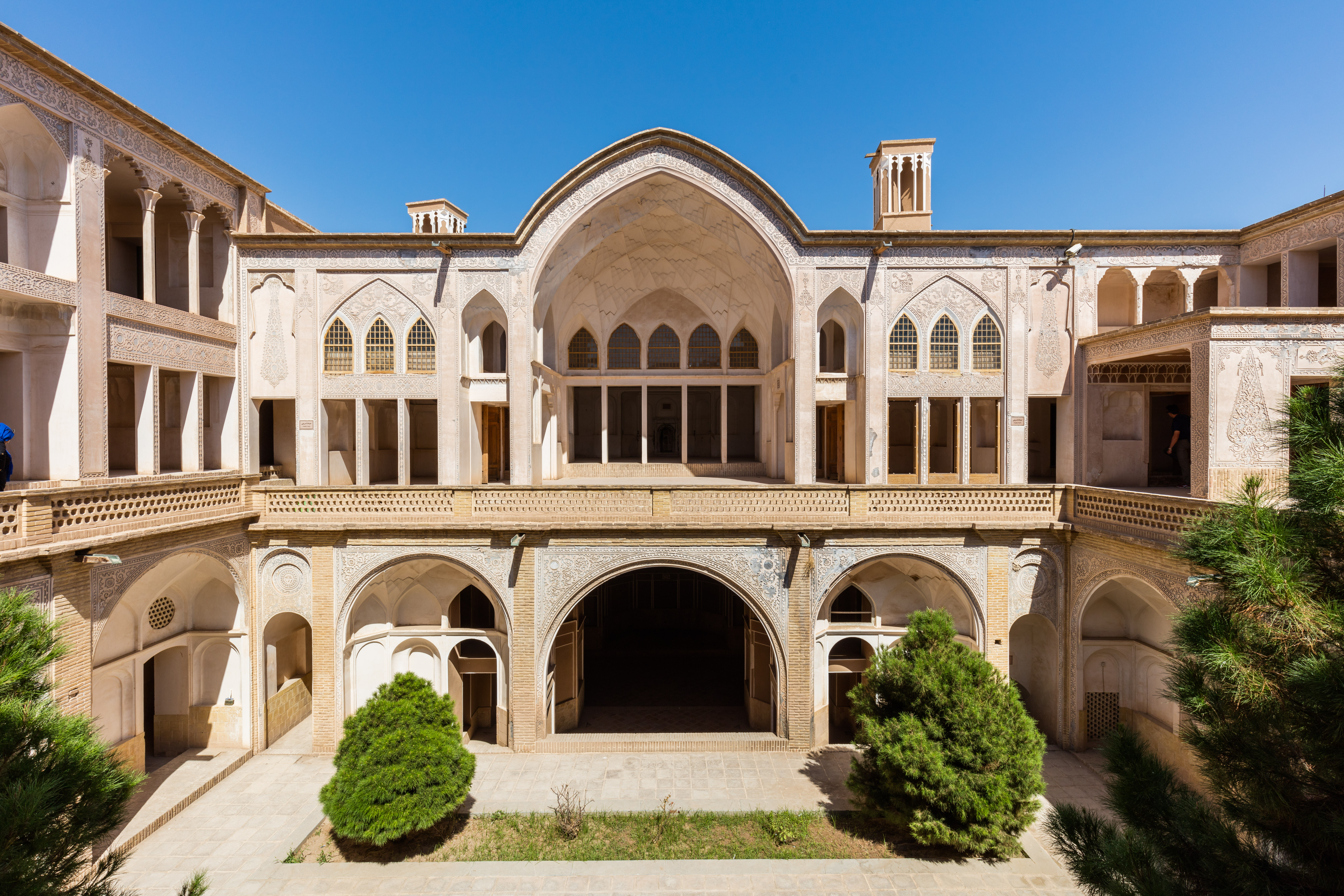
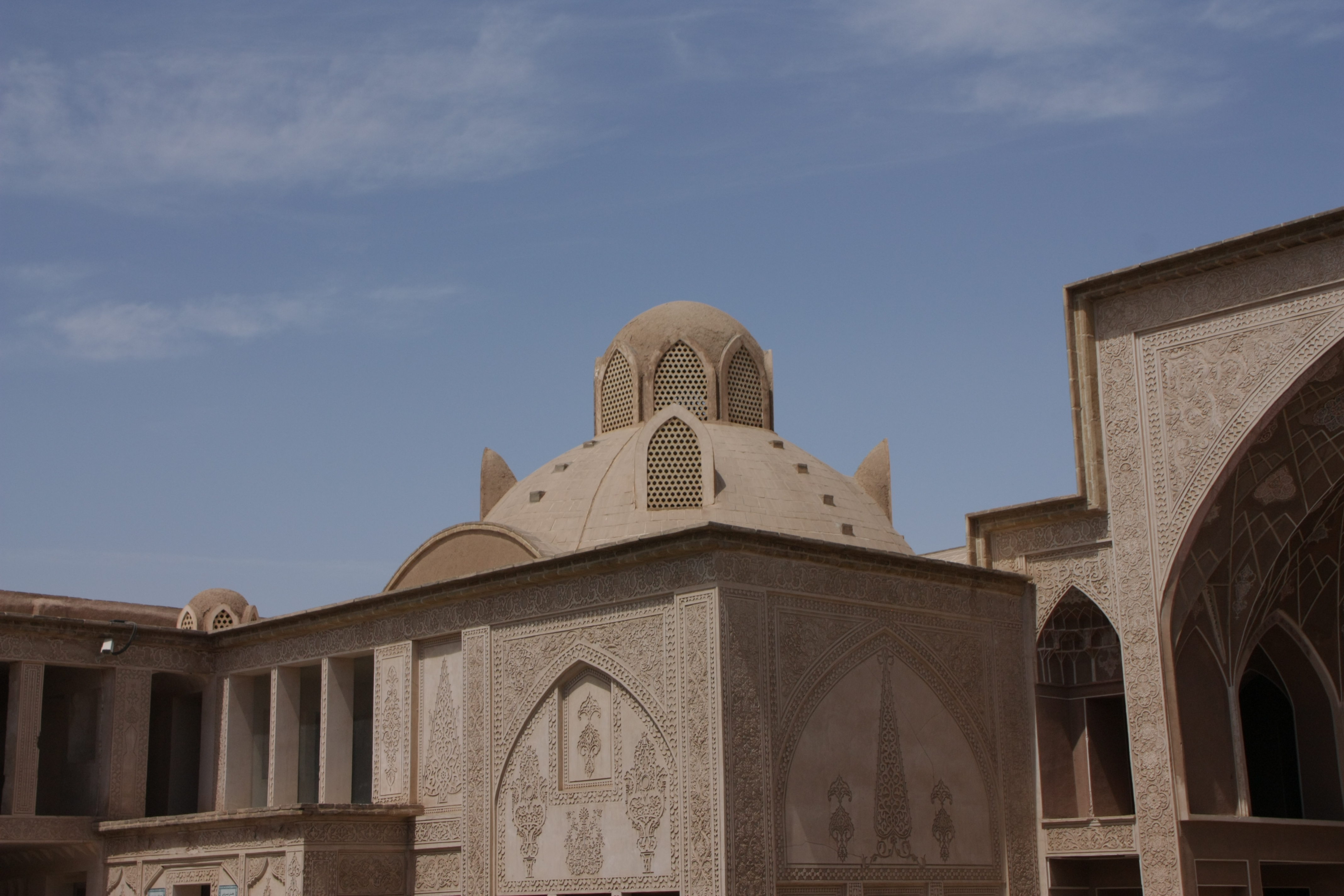